# Thomasia grandiflora
Thomasia grandiflora är en malvaväxtart som beskrevs av John Lindley. Thomasia grandiflora ingår i släktet Thomasia och familjen malvaväxter. Inga underarter finns listade i Catalogue of Life.